# لایوساینس
لایوساینس (به انگلیسی: LiveScience) یک وبگاه خبری علمی است که توسط Purch اداره می‌شود و در سال ۲۰۰۹ از Imaginova خریداری شد. گزارش‌ها و خبرهای تحریریه‌ای این وبگاه معمولاً در چندین سایت دیگر از جمله Yahoo!, MSNBC, AOL, و Fox News هم منتشر می‌شود. LiveScience در ابتدا در سال ۲۰۰۴ بنیان نهاده شد، اما پس از آن متوقف و مجدداً در سال ۲۰۰۷ بازگشایی شد. LiveScience مسائلی از جمله پیشرفت‌های علمی، سرمایه‌گذاری‌های علمی، حقایق عجیب از گوشه و کناره‌های دنیا را به صورت آنلاین مورد پوشش قرار می‌دهد.